# Fótis Ioannídis
Fótis Ioannídis (en grec moderne : Φώτης Ιωαννίδης), né le 10 janvier 2000 à Athènes en Grèce, est un footballeur international grec qui évolue au poste d'avant-centre au Panathinaïkós.

## Biographie

### APO Levadiakos
Fótis Ioannídis est né à Athènes, en Grèce. Il est formé par l'Olympiacos Chalkida, puis l'APO Levadiakos. C'est avec ce club qu'il commence sa carrière professionnelle, jouant son premier match lors d'une rencontre de coupe de Grèce face au PAE Eginiakos. Il entre en jeu lors de cette rencontre remportée largement par son équipe (5-0). Il joue son premier match dans le championnat de première division de Grèce le 26 novembre de la même année face à l'Asteras Tripolis. Il entre en jeu à la place de Pávlos Mitrópoulos et son équipe s'incline (2-0).
Le 15 mars 2019 il prolonge son contrat jusqu'en 2022 avec Levadiakos.

### Panathinaïkos
Le 10 août 2020, Fótis Ioannídis s'engage avec l'un des clubs les plus importants du pays, le Panathinaïkos. Il signe un contrat courant jusqu'en juin 2024. Il joue son premier match sous ses nouvelles couleurs le 28 septembre 2020, à l'occasion d'un match de championnat contre l'AEL Larissa, en championnat (1-1 score final). Il inscrit son premier but pour le Panathinaïkos le 6 janvier 2021, contre l'Apollon Smyrnis, en championnat. Titularisé ce jour-là son but permet à son équipe de s'imposer (0-1).

### En sélection
Fótis Ioannídis représente l'équipe de Grèce des moins de 18 ans, pour un total de quatre matchs joués, tous en 2018.
Il joue son premier match avec l'équipe de Grèce espoirs, face à l'Écosse, le 15 novembre 2019. Il entre en jeu en cours de partie à la place d'Argýris Kampetsís et son équipe remporte la rencontre (0-1).
Fótis Ioannídis honore sa première sélection avec l'équipe nationale de Grèce le 24 septembre 2022 contre Chypre. Il entre en jeu à la place de Anastásios Bakasétas et son équipe s'incline par un but à zéro.
Ioannídis inscrit son premier but en sélection le 21 novembre 2023 contre la France. Il est titularisé et les deux équipes se neutralisent (2-2 score final).

## Palmarès
Panathinaïkós
- Coupe de Grèce
- Vainqueur : en 2022.